# Anna Cappellini
Anna Cappellini (Como, 19 februari 1987) is een Italiaans kunstschaatsster die actief is in de categorie ijsdansen. Ze nam met haar schaatspartner Luca Lanotte deel aan drie edities van de Olympische Winterspelen: Vancouver 2010, Sotsji 2014 en Pyeongchang 2018. In 2014 werd het paar zowel wereld- als Europees kampioen. Cappellini is gehuwd met collega-kunstschaatser Ondřej Hotárek.

## Biografie

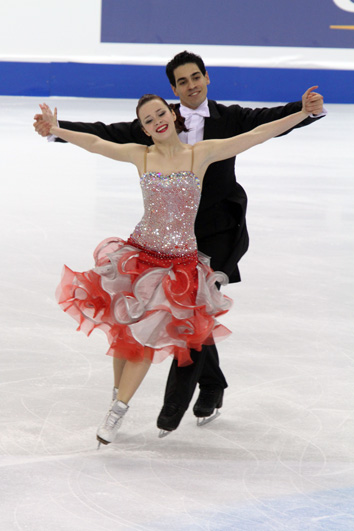
Cappellini met haar schaatspartner Luca Lanotte bij de WK 2010

Cappellini begon als driejarig meisje met schaatsen en maakte op elf- of twaalfjarige leeftijd de overstap naar het ijsdansen. Met Luca Lombardi werd ze 27e bij de WK junioren 2001. Cappellini nam met haar volgende schaatspartner Matteo Zanni driemaal deel aan de WK junioren. Hun beste prestatie was de vijfde plaats bij de WK junioren 2004. Vanwege een voedselvergiftiging van Zanni moest het paar zich in 2005 gedwongen terugtrekken uit de wedstrijd. Nadat zijn vader vervolgens zwaargewond raakte bij een verkeersongeluk stopte Zanni helemaal met schaatsen.
Cappellini besloot door te gaan en vormde vanaf 2005 een paar met Luca Lanotte. Ze eindigden als vierde bij de WK junioren 2006. Het seizoen erna schoven ze door naar de senioren. Tussen 2007 en 2017 veroverden Cappellini en Lanotte vier keer de zilveren en zes keer de gouden medaille bij de Italiaanse kampioenschappen. Ze namen elf keer deel aan de WK (1x goud) en tien keer aan de EK (1x goud, 3x zilver, 1x brons). Bij hun deelnames aan de Olympische Winterspelen eindigden ze als 12e in 2010 en als 6e in 2014. Met het Italiaanse team werden Cappellini en Lanotte in 2014 vierde.
Cappellini huwde, na een relatie van zeven jaar, op 20 juni 2015 met kunstschaatser Ondřej Hotárek.

## Persoonlijke records
Anna Cappellini / Luca Lanotte
| records             | punten | datum      | toernooi |
| ------------------- | ------ | ---------- | -------- |
| Hoogste totaalscore | 182.72 | 31-03-2016 | WK       |
| Hoogste korte kür   | 072.39 | 25-03-2015 | WK       |
| Hoogste vrije kür   | 112.07 | 31-03-2016 | WK       |

## Belangrijke resultaten
2000/01 met Luca Lombardi, 2001-2005 met Matteo Zanni, 2005-2018 met Luca Lanotte
| Olympische Spelen        |     |        |        |    |        |       |               |               |               | 12e           |               |               |               | 6e 4e (team)  |               |               |               | 6e 4e (team)  |
| Wereldkampioenschap      |     |        |        |    |        |       | 13e           | 10e           | 10e           | 11e           | 8e            | 6e            | 4e            | Goud          | 4e            | 4e            | 6e            | 4e            |
| Europees kampioenschap   |     |        |        |    |        |       | 8e            | 7e            | 5e            | 6e            | t.z.t.        | 4e            | Brons         | Goud          | Zilver        | Zilver        | Zilver        | 4e            |
| Grand Prix-finale        |     |        |        |    |        |       |               |               |               | 5e            |               |               | 4e            | 6e            |               | Brons         |               | 6e            |
| Nationaal kampioenschap  |     |        |        |    |        |       | Zilver        | Zilver        | Zilver        | Zilver        | t.z.t.        | Goud          | Goud          | Goud          | Goud          | Goud          | Goud          | Goud          |
| WK junioren              | 27e |        | 20e    | 5e | t.z.t. | 4e    | geen deelname | geen deelname | geen deelname | geen deelname | geen deelname | geen deelname | geen deelname | geen deelname | geen deelname | geen deelname | geen deelname | geen deelname |
| Junior Grand Prix-finale |     |        |        |    | Brons  | Brons | geen deelname | geen deelname | geen deelname | geen deelname | geen deelname | geen deelname | geen deelname | geen deelname | geen deelname | geen deelname | geen deelname | geen deelname |
| NK junioren              |     | Zilver | Zilver |    | Goud   | Goud  | geen deelname | geen deelname | geen deelname | geen deelname | geen deelname | geen deelname | geen deelname | geen deelname | geen deelname | geen deelname | geen deelname | geen deelname |